# عبد الرحمن بن درهم
عبد الرحمن بن عبد الله بن أحمد بن درهم (1873 - 1943) شاعر وتاجر قطري. ولد في مدينة الدوحة ونشأ بها. تلقى علومه على يد والده أولًا، ثم قصد الرياض لاستكمال دراسته في حلقاتها في 1895، وهناك تلقى علوم النحو والعقائد والفرائض والفقه على يد عبد الله بن عبد اللطيف آل الشيخ. مارس مهنة تجارة بيع اللؤلؤ، وشرائه. يعد أحد أعلام الحركة الفكرية القطرية في القرن العشرين. توفي في مسقط رأسه. 

## سيرته
ولد عبد الرحمن بن عبد الله بن أحمد بن درهم سنة 1873 م/ 1290 هـ في مدينة الدوحة ونشأ بها. تلقى علومه الشرعية واللغوية والأدبية والتاريخية على والده ورحل في سنة 1895 إلى الرياض في بعثة علمية على نفقة حاكم قطر جاسم بن محمد آل ثاني، فشارك في حلقات كبار العلماء، منها حلقة عبد الله بن عبد اللطيف آل الشيخ. عاد بعد استكمال دارسته إلى وطنه واشتغل بتجارة اللؤلؤ.

توفي ابن درهم سنة 1943 م/ 1362 هـ في مسقط رأسه. 

## شعره
ذكرت في معجم البابطين عن شاعريته «يدور ما أتيح من شعره حول المكاتبات والمطارحات الشعرية الإخوانية مضمنًا ذلك مدحه لمن يتوجه إليهم بمثل هذه المكاتبات، يميل إلى البث والشكوى، ويتجه إلى استخلاص الحكم والاعتبار، وله شعر في الرثاء فيه. يبدو تأثره بأسلافه من شعراء الرثاء. متوسط النفس الشعري. تتسم لغته بالطواعية، وخياله نشيط.»

## مؤلفاته
- نزهة الأبصار بطرائف الأخبار والأشعار، وهي موسوعة أدبية ألّفه في الثلاثينيات من القرن العشرين، طبعت في عشرة مجلدات «ليكون معلمة عربية غنية بالاختيارات القطرية من الأدب العربي، القديم والجديد. وقد جمع فيه المؤلف آلاف النصوص من الشعر الجاهلي والإسلامي والأُموي والعباسي والفاطمي والأيوبي والمملوكي والأندلسي والعثماني والحديث، وقد زاد عدد الشعراء الذين اختار لهم المؤلف على ثلاثمائة شاعرٍ بينهم المشهور والمغمور، وفق نسق تاريخي مُقارب.»[5]